# Passerelle Jane-Birkin
La passerelle Jane-Birkin, anciennement appelée « passerelle des Douanes », est une passerelle piétonne franchissant le canal Saint-Martin, dans le 10e arrondissement de Paris.

## Situation et accès

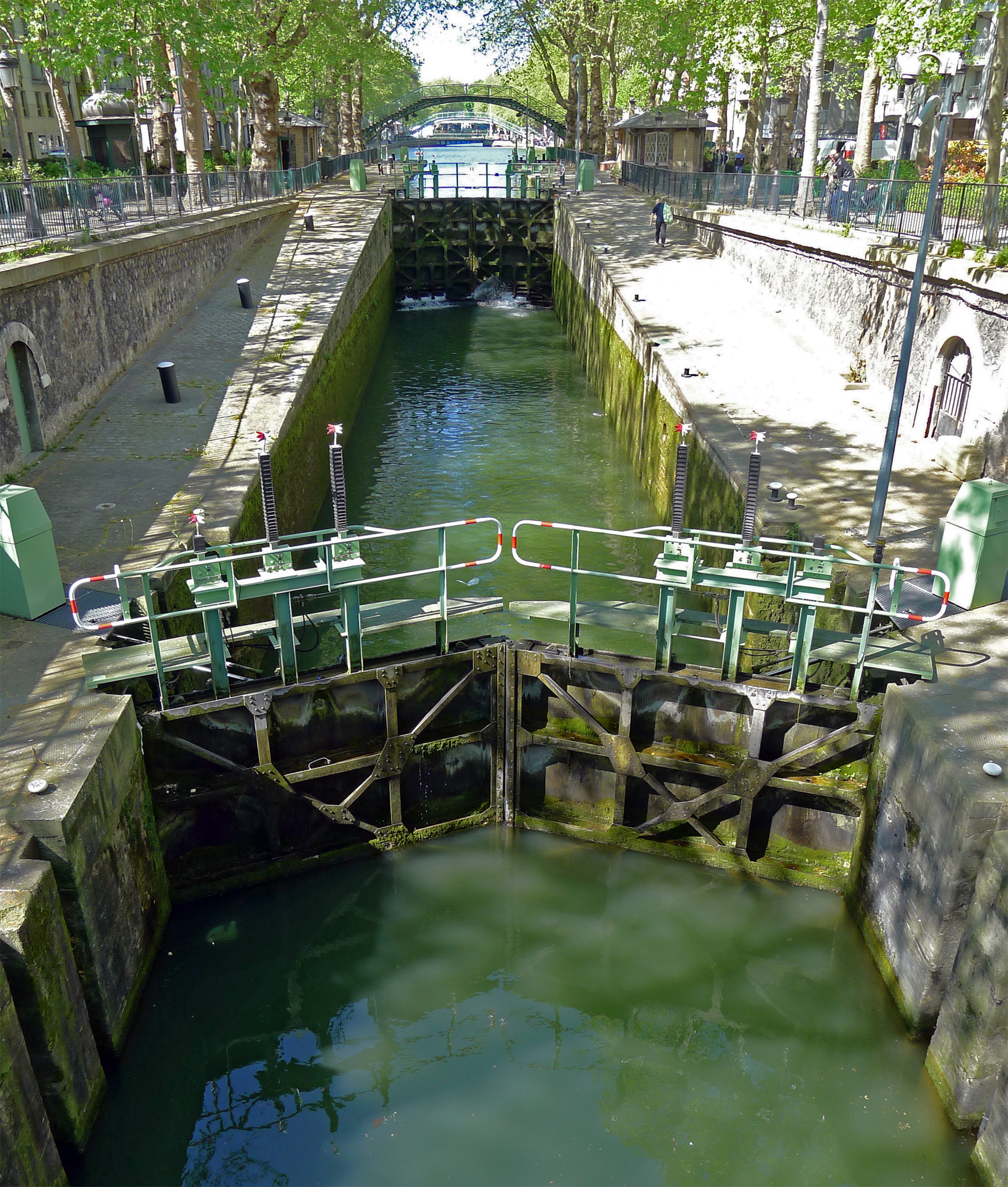
La passerelle Jane-Birkin, en arrière-plan des écluses du Temple.

La passerelle Jane-Birkin est située dans le 10e arrondissement de Paris. Elle franchit le bassin des Marais du canal Saint-Martin, à proximité des écluses du Temple. Elle est située dans le prolongement de la rue Léon-Jouhaux, entre le quai de Valmy et le quai de Jemmapes, au bout du square Frédérick-Lemaître.
Ce site est desservi par les stations de métro République et Goncourt.

## Origine du nom
La passerelle portait originellement l'appellation de « passerelle des Douanes » (parfois « passerelle du Temple » et même « passerelle des Douanes-et-du-Temple »). Elle tirait son nom de la proximité de la rue de la Douane (actuelle rue Léon-Jouhaux) et de l'ancien site de l'administration des Douanes.
Depuis une délibération du Conseil de Paris au mois de juillet 2025, elle porte le nom de Jane Birkin (1946-2023), actrice, chanteuse, scénariste et réalisatrice franco-britannique.

## Description
La passerelle est un pont en arc par-dessous en fonte.

## Historique
Cette passerelle qui a été construite en 1860 est la plus ancienne du canal Saint-Martin.

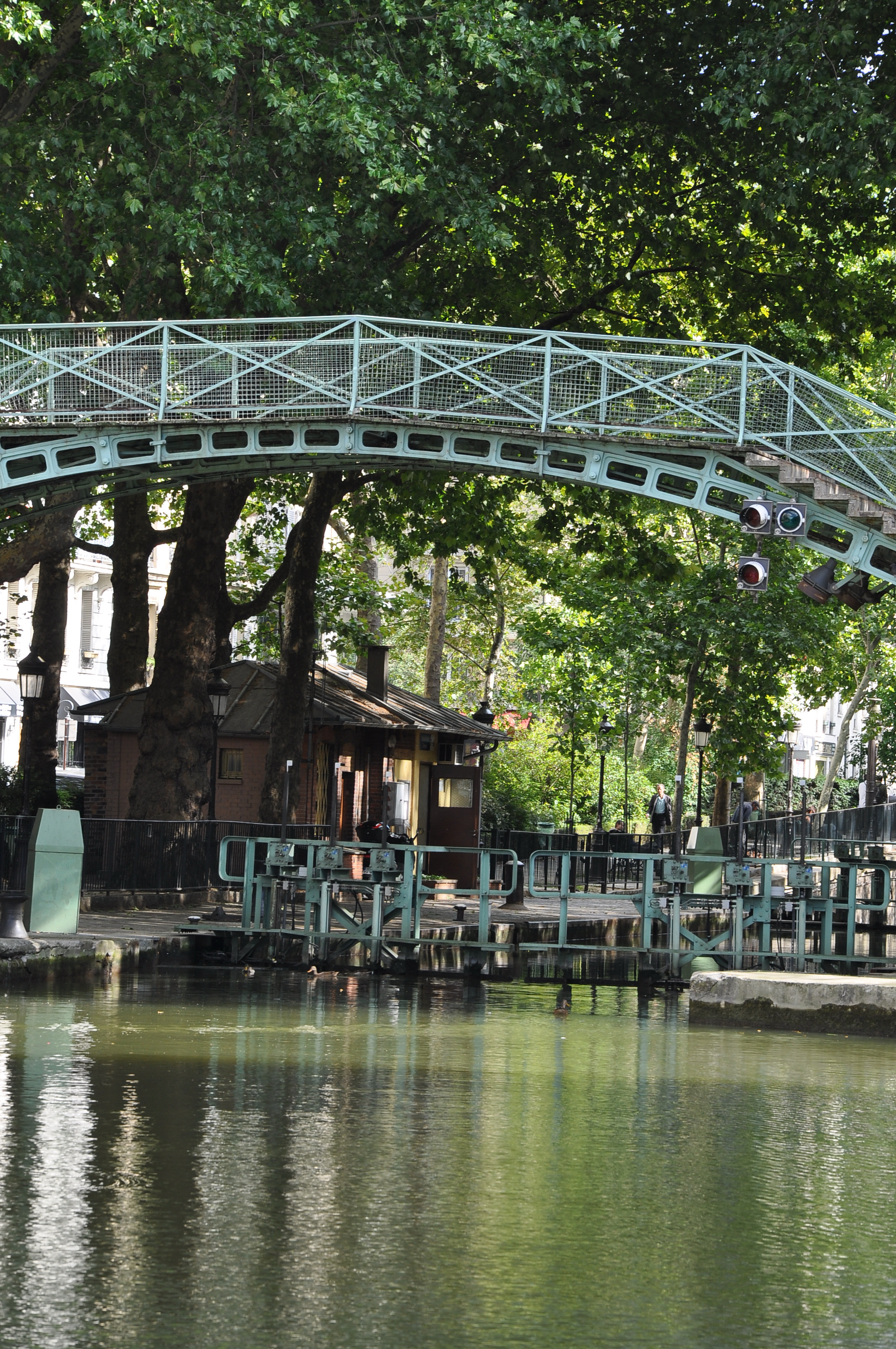
Fragment de la passerelle et les écluses du Temple.
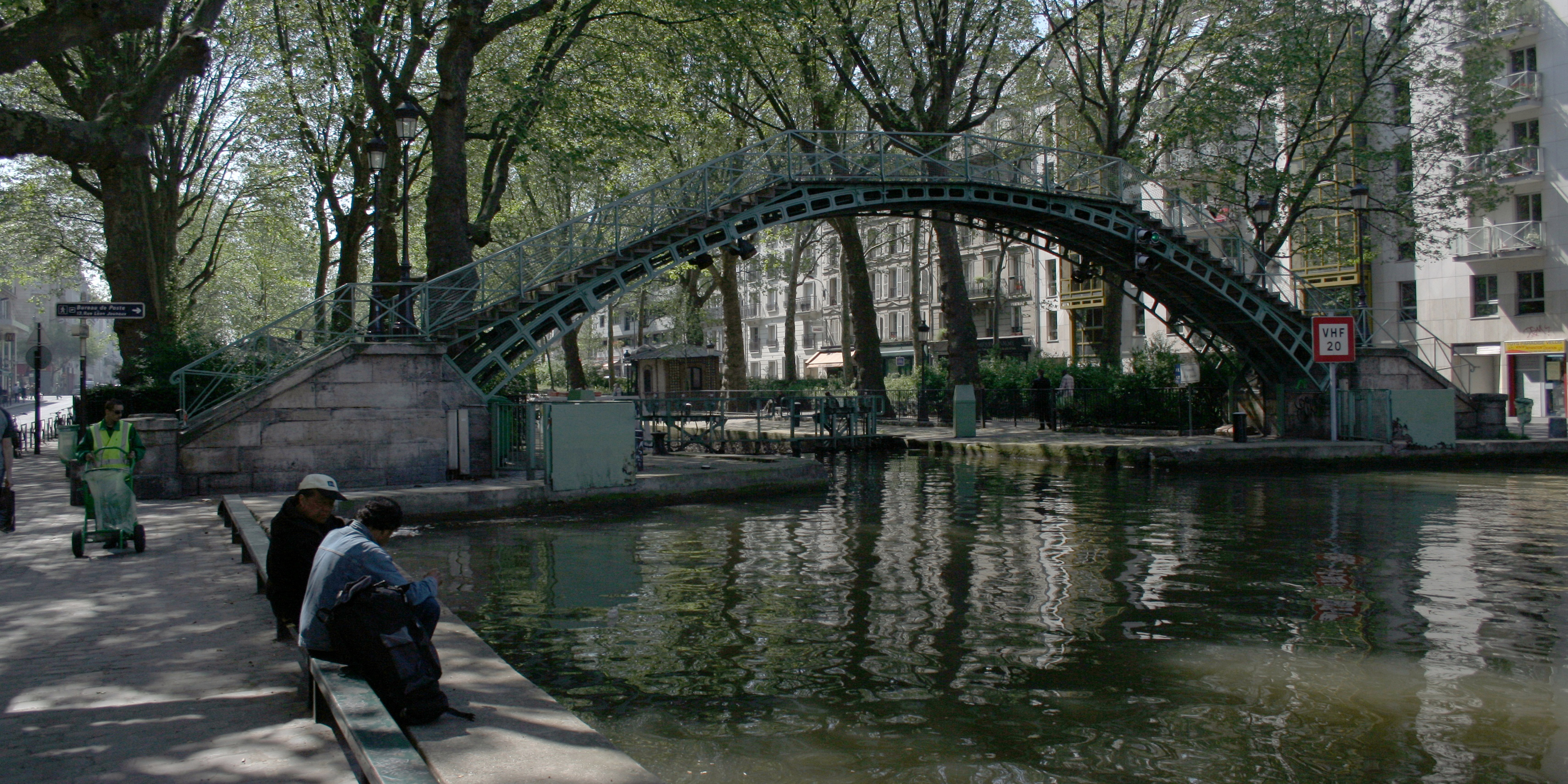
Vue d'ensemble.
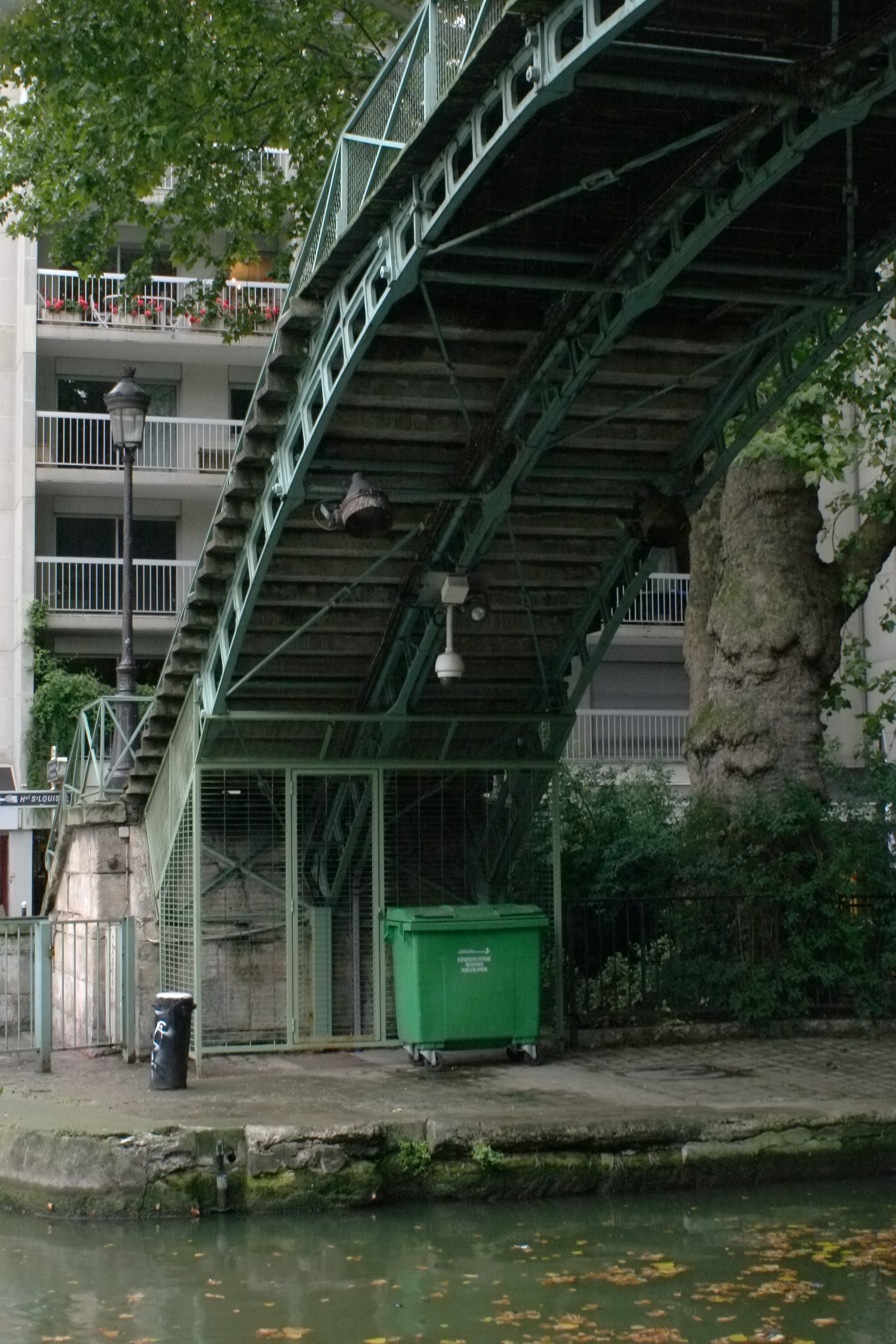
Vue en dessous de la passerelle.
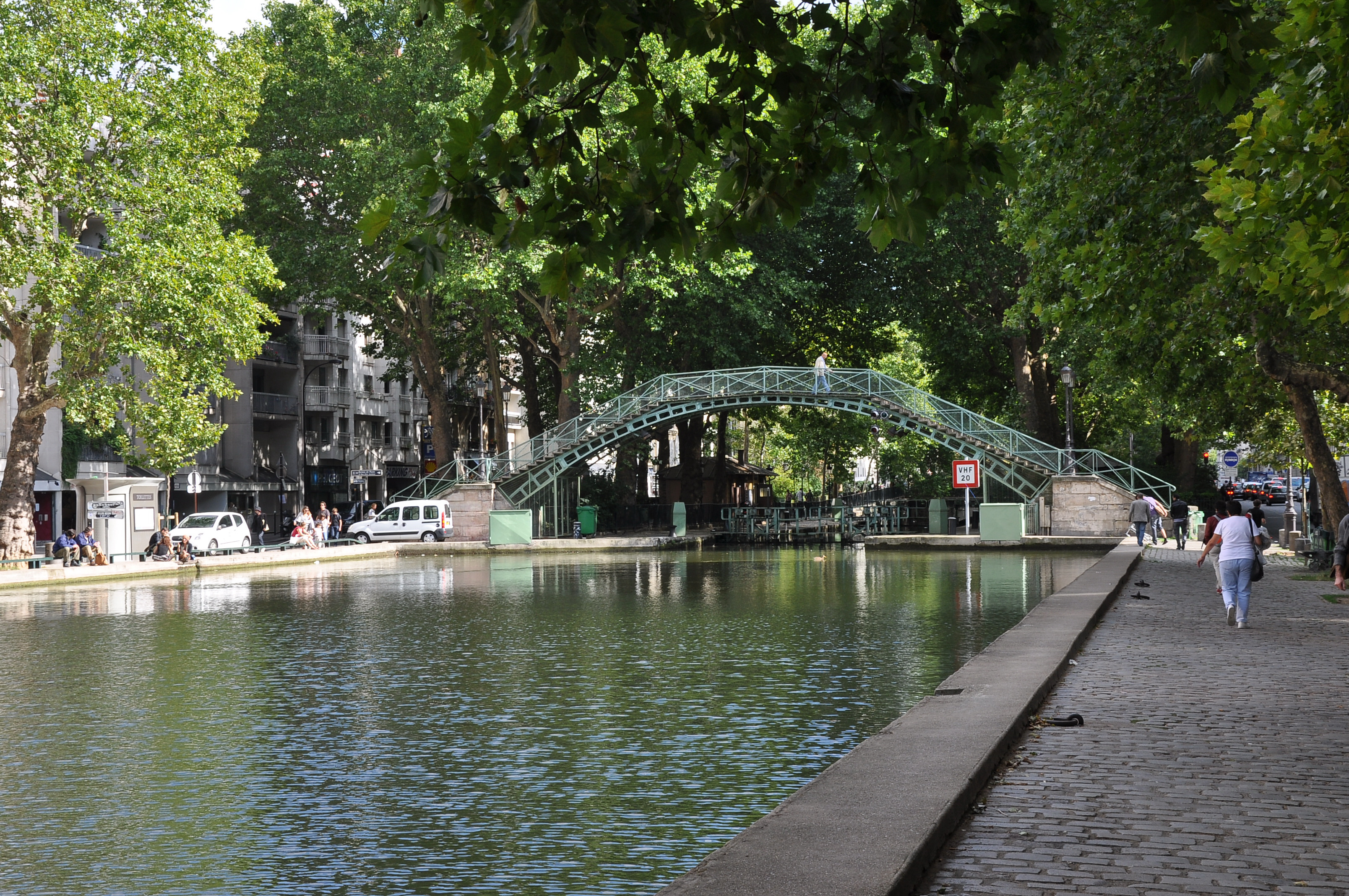
Vue globale.
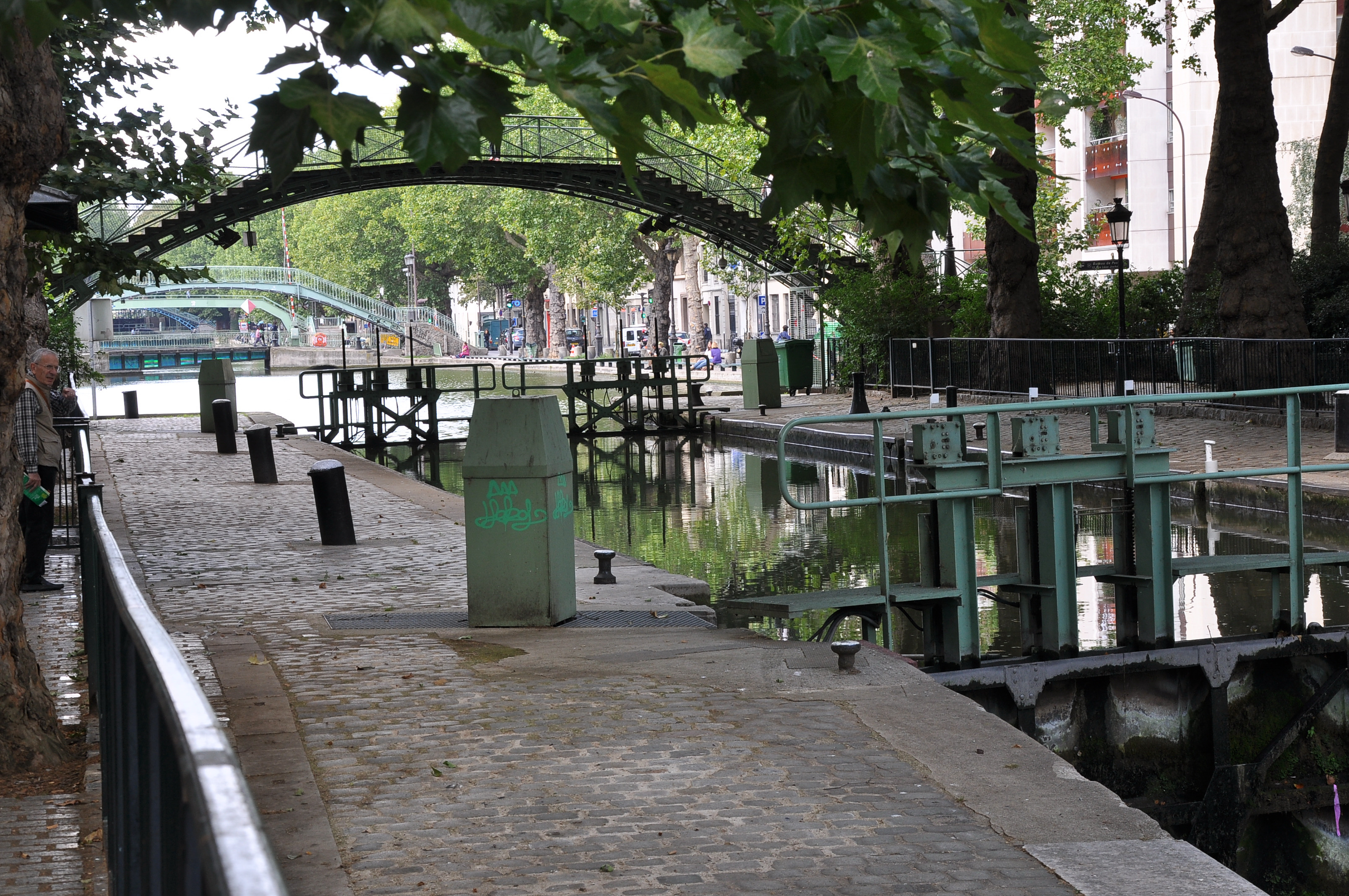
Écluses du Temple et la passerelle.